# Fritz Schmid
Fritz Markus Schmid (Zurigo, 10 settembre 1959) è un allenatore di calcio svizzero, ct della Nazionale neozelandese.